# Gusztáv (rajzfilm)
A Gusztáv magyar televíziós rajzfilmsorozat. Nepp József két sikeres produkciója a Szenvedély és a Holnaptól kezdve volt, ebben jelent meg a szereplő először.

## Rövid tartalom
A történet középpontjában a városi ember, Gusztáv áll, akivel a leghétköznapibb dolgok történnek. Feleséget keres, féltékeny lesz, legyet hajkurászik, boltban szerencsétlenkedik, macskát nevel, hétköznapi kisemberként él.
A kor divatjának számító "esendő kisember" kifigurázására törekedtek az alkotók. Gusztáv tulajdonságaival nemtől és kortól függetlenül mindenki azonosulhat.

## Díjak
- 1982-ben a Gusztáv-sorozat Ezüst Légy-díjat kapott.

## Alkotók
A füllentős, hiú, kapzsi, így tényleg emberszerű figura egy történet szerint Dargay keresztapjáról kapta a nevét, őt hívták Gusztávnak. Egy másik történet szerint viszont az alkotók felcsaptak egy telefonkönyvet, és ráböktek az első névre; innen a karakter neve. A figurát a Jankovics–Dargay–Nepp hármas találta ki, a ritkás hajú emberke pedig hamar sikeres lett. Külföldön is vetítették, nemcsak Európában, hanem még Új-Zélandon is, hiszen nyelvi nehézségek sem voltak.
- Gusztáv magyar hangja: Alfonzó, Gálvölgyi János (2 részben)
- Rendezte: Dargay Attila, Jankovics Marcell, Macskássy Gyula, Nepp József, Temesi Miklós, Ternovszky Béla
- Társrendezők és tervezők: Baksa Edit, Hernádi Tibor, Jenkovszky Iván, Kaim Miklós, Kovács István, Majoros István, Maros Zoltán, Rofusz Ferenc, Sz. Szilágyi Ildikó, Szemenyei András, Szórády Csaba, Tóth Pál, Tóth Sarolta, Uzsák János, Újváry László, Zsilli Mária
- Írta: Dargay Attila, Jankovics Marcell, Kovács István, Kristóf Attila, Nepp József
- Dramaturg: Lehel Judit, Osvát András
- Zenéjét szerezte: Deák Tamás, Kovács Béla, Pethő Zsolt
- Operatőr: Cselle László, Csepela Attila, Henrik Irén, Janotyik Frigyes, Kassai Klári, Klausz András, Kömörci Judit, Losonczy Árpád, Neményi Mária, Polyák Sándor, Székely Ida
- Hangmérnök: Bársony Péter, Bélai István, Horváth Domonkos, Nyerges András Imre
- Vágó: Czipauer János, Hap Magda
- Háttér: Amaya C. Guzman, Csík Márta, Csonka György, Herpai Zoltán, Orosz István, Szoboszlay Péter
- Színes technika: Dobrányi Géza, Kun Irén
- Gyártásvezető: Auguszt Olga, Bártfai Miklós, Doroghy Judit, Gémes József, László Andor, Marsovszky Emőke, Vécsy Veronika
- Produkciós vezető: Gémes József, Imre István, Mikulás Ferenc, Salusinszky Miklós

Készítette a Magyar Televízió megbízásából a Pannónia Filmstúdió.

## Epizódlista
Az első három évad (68 epizód) 1964 és 1968 között készült, mozivászonra, nem tévéképernyőre. A negyedik és az ötödik évad (52 epizód) 1975 és 1978 között készült.
| 1. Gusztáv, az állatbarát 2. Gusztáv, jó éjszakát 3. Gusztáv soron kívül 4. Gusztáv késik 5. Gusztáv ágyban marad 6. Gusztáv, a szalmaözvegy 7. Gusztáv, az életmentő 8. Gusztáv plusz egy fő 9. Gusztáv, a jó szomszéd 10. Gusztáv, a széplelkű 11. Gusztáv udvarias 12. Gusztáv és a köztulajdon 13. Gusztáv drága 14. Gusztáv válik 15. Gusztáv egeret fog 16. Gusztáv, a pacifista 17. Gusztáv henceg 18. Gusztáv sakkozik 19. Gusztáv és a tanácsadók 20. Gusztáv és a pénztárca 21. Gusztáv, a társaslény 22. Gusztáv lefogy 23. Gusztáv tyúkja 24. Gusztáv a törvény ellen | 1. Gusztáv fellázad 2. Gusztáv és a gyűrű 3. Gusztáv nem vesz autót 4. Gusztáv a sötétben 5. Gusztáv, az igazi férfi 6. Doktor Gusztáv 7. Gusztáv és a főnök 8. Gusztáv résen 9. Gusztáv, az oroszlánszelidítő 10. Gusztáv a menedékházban 11. Gusztáv beleszól 12. Gusztáv módosít 13. Gusztáv és az ügyeskedés 14. Gusztáv jobban tudja 15. Gusztáv praktikus 16. Gusztáv takarékos 17. Gusztáv és a hálátlan varjú 18. Gusztáv, a pesszimista 19. Gusztáv és a vadászeb 20. Gusztáv babonás 21. Gusztáv és a szeretet ünnepe 22. Gusztáv és a világbajnokság | 1. Gusztáv és az élet értelme 2. Gusztáv rendet teremt 3. Gusztáv és a gazdag rokon 4. Gusztáv és a túlsó oldal 5. Gusztáv, a vámszedő 6. Gusztáv bátorságot merít 7. Gusztáv pihen 8. Gusztáv és az állami elefánt 9. Gusztáv idegen tollakkal 10. Gusztáv és a bűnbak 11. Gusztáv és a tiszta szerelem 12. Gusztáv felfedezi magát 13. Egy új Gusztáv 14. Gusztáv kikapcsolódik 15. Gusztáv gyenge pontja 16. Gusztáv, a hangulatember 17. Gusztáv macskája 18. Gusztáv viccel 19. Gusztáv és a lényeg 20. Gusztáv és a siker 21. Gusztáv örökzöld 22. Gusztáv életre nevel |

| 1. Kicsi Gusztáv 2. Gusztáv csal 3. Gusztáv két arca 4. Gusztáv komplexusa 5. Gusztáv és a következmények 6. Gusztáv kitesz magáért 7. Gusztáv párt választ 8. Gusztáv balek 9. Gusztáv, az aranyásó 10. Gusztáv, a liftszerelő 11. Gusztáv az ABC-ben 12. Gusztáv és a szakember 13. Gusztáv és a másik 14. Gusztáv és a hosszú élet 15. Gusztáv kígyója 16. Gusztáv gondos 17. Gusztáv halogat 18. Gusztáv autója 19. Gusztáv, a megváltó 20. Gusztáv beavatkozik 21. Gusztáv olvasna 22. Gusztáv elidegenedik 23. Gusztáv és a szendvics 24. Gusztáv koccan 25. Gusztáv makacs 26. Gusztáv és a légy | 1. Gusztáv a lépcsőházban 2. Gusztáv vendéget lát 3. Gusztáv nyaralója 4. Gusztáv mázol 5. Gusztáv féltékeny 6. Gusztáv nem felejt 7. Gusztáv és a gyűjtőszenvedély 8. Gusztáv és a talált gyerek 9. Gusztáv, a két edző 10. Gusztáv megoldja 11. Gusztáv közlekedik 12. Gusztáv macskát farag belőle 13. Gusztáv gonosz 14. Gusztáv kihág 15. Gusztáv türelmetlen 16. Gusztáv, a cselekvés embere 17. Gusztáv migrénje 18. Gusztáv és a pióca 19. Gusztáv fűrészel 20. Gusztáv és a téli örömök 21. Gusztáv és a virtus 22. Gusztáv elment vadászni 23. Gusztáv a kertjét műveli 24. Gusztáv nyer 25. Gusztáv állást keres 26. Gusztáv ingatag |

## DVD kiadás
A rajzfilmsorozat egy részét DVD-n is kiadták, a DVD Kft. gondozásában.
| 1. DVD | 2. DVD | 3. DVD |
| --- | --- | --- |
| 1. Gusztáv macskát farag belőle 2. Gusztáv csal 3. Gusztáv komplexusa 4. Gusztáv párt választ 5. Gusztáv közlekedik 6. Gusztáv a balek 7. Gusztáv és a légy 8. Gusztáv féltékeny 9. Gusztáv elidegenedik 10. Gusztáv autója 11. Gusztáv a megváltó 12. Gusztáv és a hosszú élet 13. Gusztáv kihág 14. Gusztáv vadászik 15. Gusztáv kicsi 16. Gusztáv a hencegő 17. Gusztáv halogat | 1. Gusztáv vendégeket lát 2. Gusztáv a cselekvés embere 3. Gusztáv az ABC-ben 4. Gusztáv nem felejt 5. Gusztáv kitesz magáért 6. Gusztáv és a gyűjtőszenvedély 7. Gusztáv nyaralója 8. Gusztáv a lépcsőházban 9. Gusztáv önellátó 10. Gusztáv a szakember 11. Gusztáv és a két edző 12. Gusztáv nyer 13. Gusztáv állást keres 14. Gusztáv kígyója 15. Gusztáv és a másik 16. Gusztáv és az aranyásó 17. Gusztáv makacs | 1. Gusztáv mázol 2. Gusztáv koccan 3. Gusztáv megoldja 4. Gusztáv fűrészel 5. Gusztáv és a talált gyerek 6. Gusztáv két arca 7. Gusztáv és a következmények 8. Gusztáv gondos 9. Gusztáv migrénje 10. Gusztáv türelmetlen 11. Gusztáv a kertjét műveli 12. Gusztáv és a pióca 13. Gusztáv közbelép 14. Gusztáv olvasna 15. Gusztáv és a tél örömei 16. Gusztáv gonoszkodik 17. Gusztáv és a köztulajdon (1964) |

## Érdekességek
- A Gusztáv komplexusa című epizódban a cameo pszichiáter, aki Dr. Bubóra utal, felajánl Gusztávnak egy röntgen szemüveget.
- A Gusztáv koccan című epizódban székely–magyar rovásírás jelenik meg annak az autónak a rendszámtábláján, amelyikkel Gusztáv koccan.[73] Olvasata: "eLMeGY JÁRMŰ"[74]
- Gusztáv Oszkárként megjelenik a Mézga család c. sorozat első évadában (Csodabogyó és Mag-lak c. epizódokban)
- Gusztáv szerepel a yeti dala c. rövidfilmben is, mint a majomember egyik áldozata.